# Oberhermersdorf
Oberhermersdorf war eine selbständige Gemeinde in Sachsen im Bereich des heutigen Chemnitzer Stadtteils Adelsberg.

## Lage
Bauten der früheren Gemeinde lagen dort, wo sich heute Kirchwinkel mit Kirche und Friedhof, Breitenlehn, der Balzacweg  und der dortige Abschnitt der Adelsbergstraße befinden sich in etwa 400 m ü. NHN bis 500 m ü. NHN.

## Geschichte
Oberhermersdorf wurde erstmals um 1300 urkundlich erwähnt. Es wurde eine Schürferlaubnis zum Bergbau erteilt. 1934 schloss sich das im Südosten von Chemnitz gelegene Dorf mit dem Nachbarort Niederhermersdorf zur Gemeinde Adelsberg zusammen. Adelsberg wurde 1950 nach Chemnitz eingemeindet.

## Kinderheim am Adelsberg
Der Verein zur Begründung und Erhaltung von Volksheilstätten im Königreich Sachsen kaufte 1912 ein am Fuß des Adelsbergs liegendes landwirtschaftliches Anwesen und baute es zu einem Kinderheim aus. Er nannte es „Kinderkolonie am Adelsberg“. Kinder vom fünften Lebensjahr an wurden dort aufgenommen, die wegen schon erfolgter tuberkulöser Ansteckung oder wegen tuberkulöser Umgebung von künftiger Erkrankung bedroht waren. Bis zu 100 Kinder blieben in Abhängigkeit von Konstitution und häuslichen Verhältnissen ein halbes bis ein ganzes Jahr, manchmal auch kürzer, zu Kuraufenthalten in diesem Heim mit einer eigenen Schule. Um das Ziel einer stabilen Physis zu erreichen, wurde Wert auf gesunde Ernährung, ausreichend Schlaf, Arbeit und Bewegung im Freien sowie Liegekuren in einer hierfür gebauten Liegehalle gelegt.

## Einwohnerentwicklung
| Jahr/Datum | Einwohner                                 |
| ---------- | ----------------------------------------- |
| 1548/51    | 21 besessene Mann; 1 Häusler; 35 Inwohner |
| 1764       | 23 besessene Mann; 8 Häusler              |
| 1834       | 568                                       |
| 1871       | 1.064                                     |
| 1890       | 1.277                                     |
| 1910       | 1.201                                     |
| 1925       | 1.221                                     |
| 1934       | 1.951                                     |

## Persönlichkeiten
- Christoph Müller (* 29. Dezember 1927 in Oberhermersdorf; † 18. Januar 2024 in Berlin), Rechtswissenschaftler und Hochschullehrer
- Horst Hackl Fischer (* 8. Juni 1930 in Oberhermersdorf; † 21. März 1986 in Köln), Trompeter